# Eduardo Camet
Francisco Carmelo Camet, detto Eduardo (Buenos Aires, 16 settembre 1876 – Miramar, 15 luglio 1931), è stato uno schermidore argentino.
È stato il primo sudamericano a partecipare ad un'Olimpiade, quella del 1900 a Parigi. Nonostante un buon inizio nelle batterie, Camet ottenne il quinto posto finale nella specialità spada, non riuscendo a conquistare nessuna medaglia.
È il padre dello schermidore Carmelo Camet, medaglia di bronzo all'Olimpiade di Amsterdam 1924.